# Bukaresztańska Dziewiątka
Bukaresztańska Dziewiątka, Bukareszteńska Dziewiątka (w skrócie B9 lub B-9, rum. Formatul București) – zrzeszenie dziewięciu państw Europy Środkowo-Wschodniej: Bułgarii, Czech, Estonii, Litwy, Łotwy, Polski, Rumunii, Słowacji i Węgier; którego celem jest pogłębianie współpracy militarnej między krajami wschodniej flanki NATO, a także omawianie kluczowych zagadnień polityki bezpieczeństwa.

## Historia
Bukaresztańska Dziewiątka wyszła z inicjatywy prezydentów Polski i Rumunii: Andrzeja Dudy oraz Klausa Iohannisa. Za początki Bukaresztańskiej Dziewiątki uważa się spotkanie przywódców dziewięciu państw w Warszawie 22 lipca 2014, zwołane w celu omówienia m.in. konfliktu na Ukrainie oraz nadchodzącego szczytu NATO w Newport. Oficjalna inauguracja grupy miała jednak miejsce dopiero rok później, 4 listopada 2015, podczas miniszczytu państw wschodniej flanki NATO w Bukareszcie (stąd nazwa grupy). Pod koniec szczytu, zorganizowanego z inicjatywy prezydentów Andrzeja Dudy i Klausa Iohannisa, obecni na nim przywódcy podpisali deklarację regulującą zasady współpracy militarnej.

## Cele
Głównymi celami Bukaresztańskiej Dziewiątki są:
- wzmocnienie wschodniej flanki NATO, w szczególności przed działaniami Rosji,
- zapewnienie stabilności i bezpieczeństwa krajów Europy Środkowo-Wschodniej,
- rozwój współpracy militarnej państw,
- wzmocnienie siły głosu państw w ramach Sojuszu Północnoatlantyckiego.

## Spotkania i szczyty

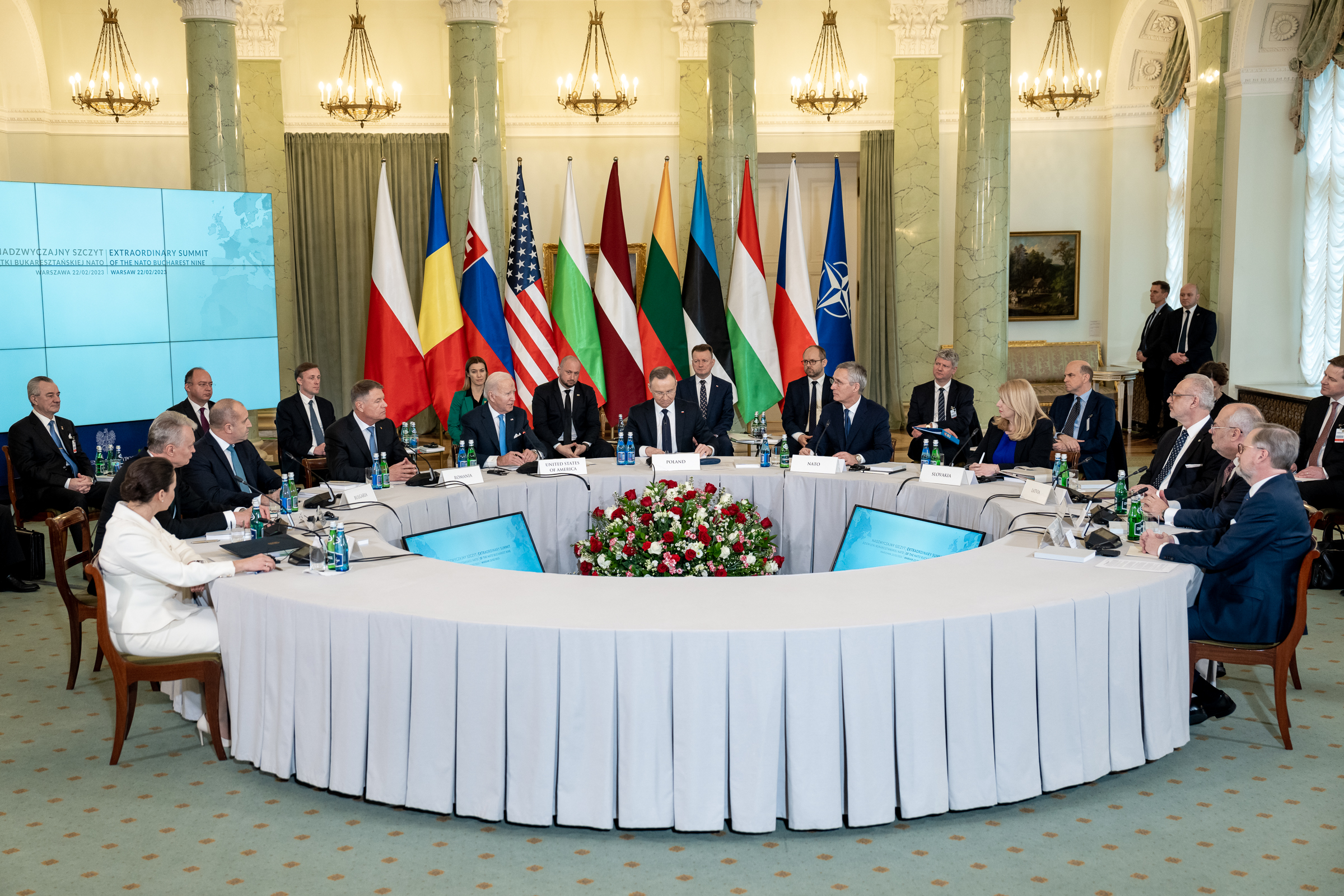
Szczyt prezydentów w lutym 2023

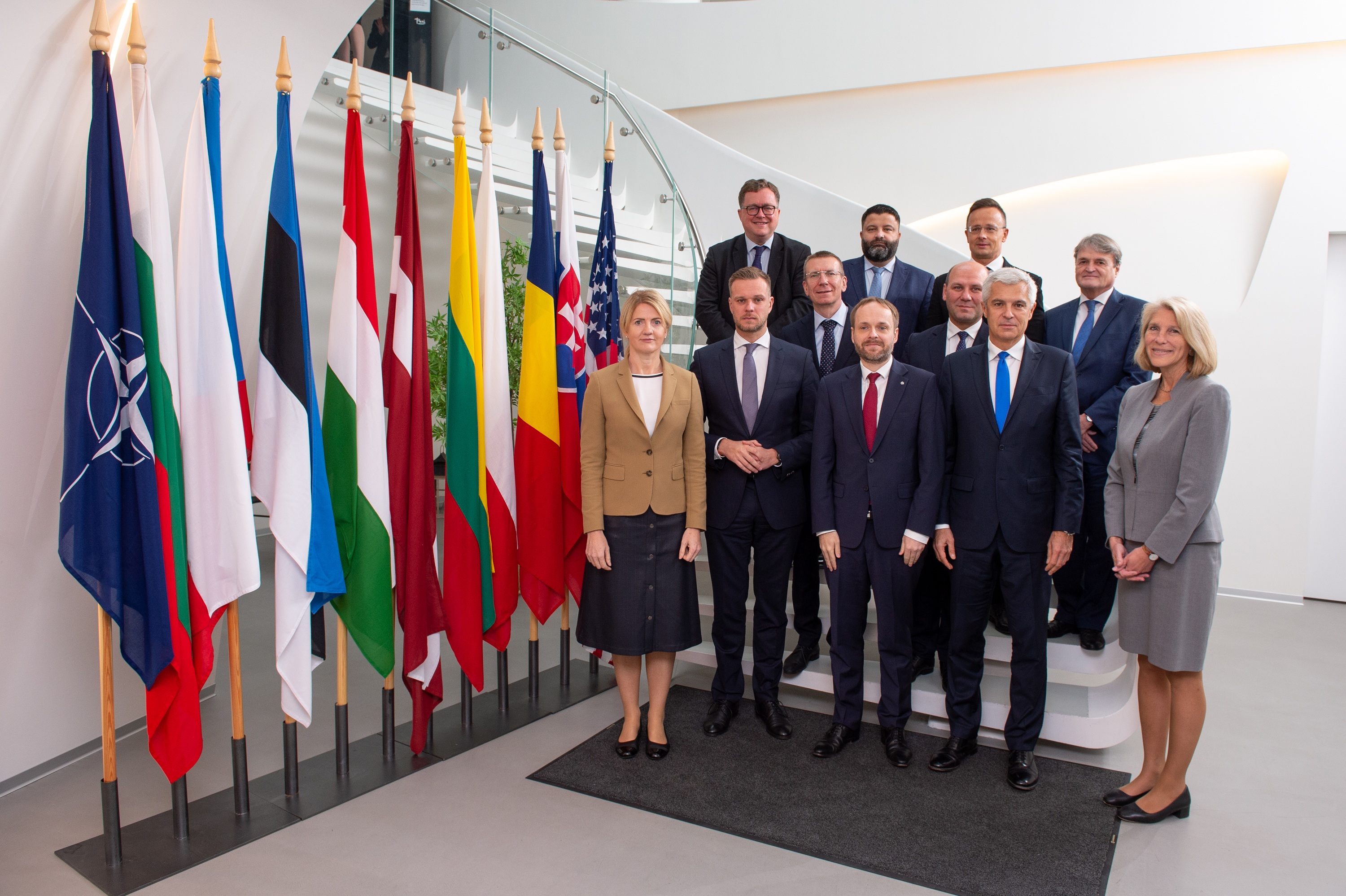
Spotkanie ministrów państw Bukaresztańskiej Dziewiątki

W ramach Bukaresztańskiej Dziewiątki organizowane są spotkania i szczyty z udziałem przedstawicieli pochodzących z państw członkowskich (prezydentów, ministrów spraw zagranicznych, ministrów obrony, członków parlamentów, doradców ds. bezpieczeństwa narodowego lub przewodniczących komisji obrony parlamentów grupy). Mają one formę dyplomacji wielostronnej, w ich trakcie odbywają się sesje plenarne, kończą się wspólną deklaracją, podsumowującą ustalenia szczytu. 10 maja 2021 w jednym ze szczytów udział wziął zaproszony prezydent Stanów Zjednoczonych Joe Biden, natomiast 22 lutego 2023 oprócz niego także sekretarz generalny NATO Jens Stoltenberg.
| Lp. | Data             | Miejsce              | Źr.    |
| --- | ---------------- | -------------------- | ------ |
| 1.  | 4 listopada 2015 | Bukareszt, Rumunia   | [ 17 ] |
| 2.  | 8 czerwca 2018   | Warszawa, Polska     | [ 18 ] |
| 3.  | 28 lutego 2019   | Koszyce, Słowacja    | [ 19 ] |
| 4.  | 10 maja 2021     | Bukareszt, Rumunia   | [ 20 ] |
| 5.  | 25 lutego 2022   | Warszawa, Polska     | [ 21 ] |
| 6.  | 10 czerwca 2022  | Bukareszt, Rumunia   | [ 22 ] |
| 7.  | 22 lutego 2023   | Warszawa, Polska     | [ 23 ] |
| 8.  | 6 czerwca 2023   | Bratysława, Słowacja | [ 24 ] |
| 9.  | 11 czerwca 2024  | Ryga, Łotwa          | [ 25 ] |